# 牒

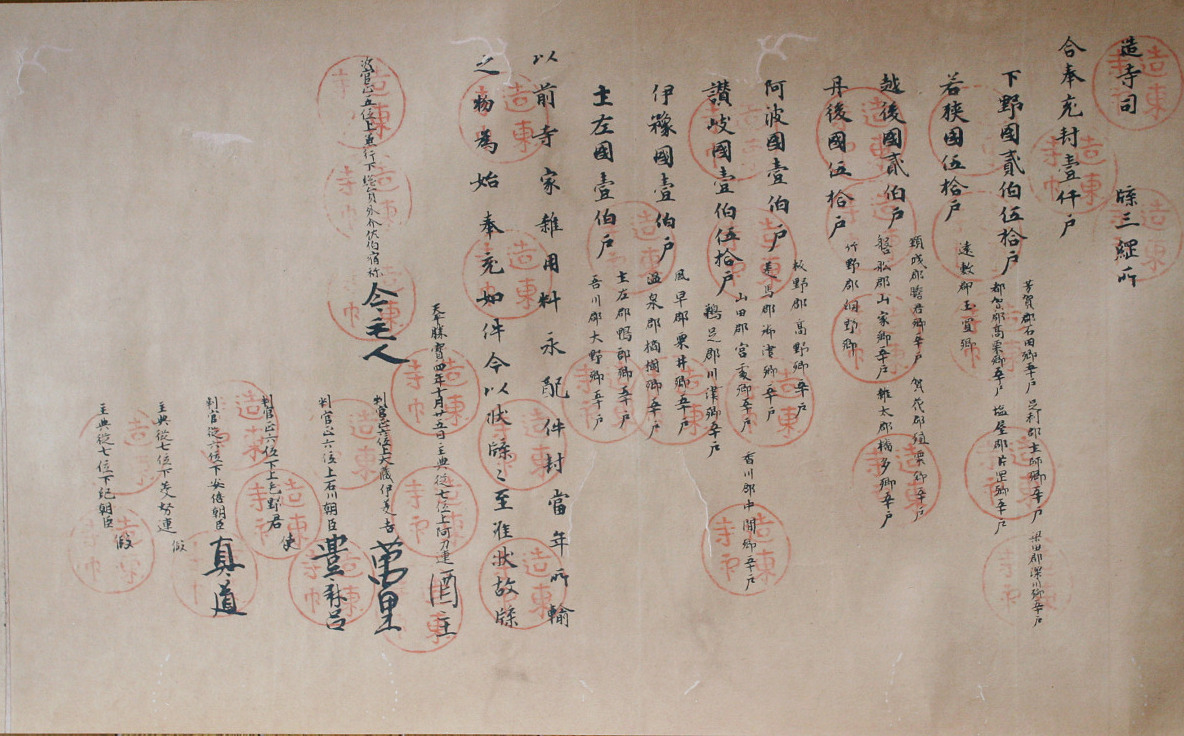
造寺司牒三綱務所諸国封戸事
天平勝宝4年（750年）7月25日、造東大寺司から東大寺三綱所に宛てられたもの。正倉院所蔵。

牒（ちょう）とは、律令制における公文書の様式の1つ。

## 概要
本来は、主典以上の官人個人が諸司に上申する際に用いられたもので、その様式は書出に牒の字を記してから本文を記して、謹牒（つつしみてちょうす）の書止で締めくくり、最後の行に年月日と位署（官職・位階・氏名）を書いて位署の下に「牒」の一文字を入れたものである。大宝令の公式令の牒はこの文書のみを指していたと考えられている。更に令外官が設置されるようになると、令外官には所管・被管の上下関係が存在しない場合があるため、原則的に令外官が関わる（差出人・宛先人の片方もしくは双方が令外官）の場合には牒が用いられていた。
ところが、養老3年（719年）には、本来所管・被管関係にないために牒でやり取りが行われていたと見られる僧綱・三綱と俗官官司との文書のやり取りは、「移」とあるべきところを「牒」と置き換えた上で移の書式をもって作成することとされた。それは当時編纂中であった養老令の公式令にも反映され、もう1つの牒の書式として追加されたのである。なお、太政官や院庁が僧綱などに送る牒は、それぞれ特に太政官牒・院庁牒と称した。平安時代中期に入ると、太政官牒・院庁牒は請印が不要な官宣旨・院宣にその役目を取って代わられる一方で、蔵人所・検非違使庁をはじめとした令外官の増大で牒そのものの発給は増大した。特に蔵人所は国政の枢要の座したために多くの牒を発給し、次第に移や辞、符など本来は他の書式で出されるべき事例も牒で発給されるようになっていった。そのため、本来は移によって出されるべき律令官司間の平行文書や辞によって出されるべき個人からの上申文書や符によって出されるべき個人への下行文書（命令文書）も牒によって行われるようになっていった。